# Pierre Curillon

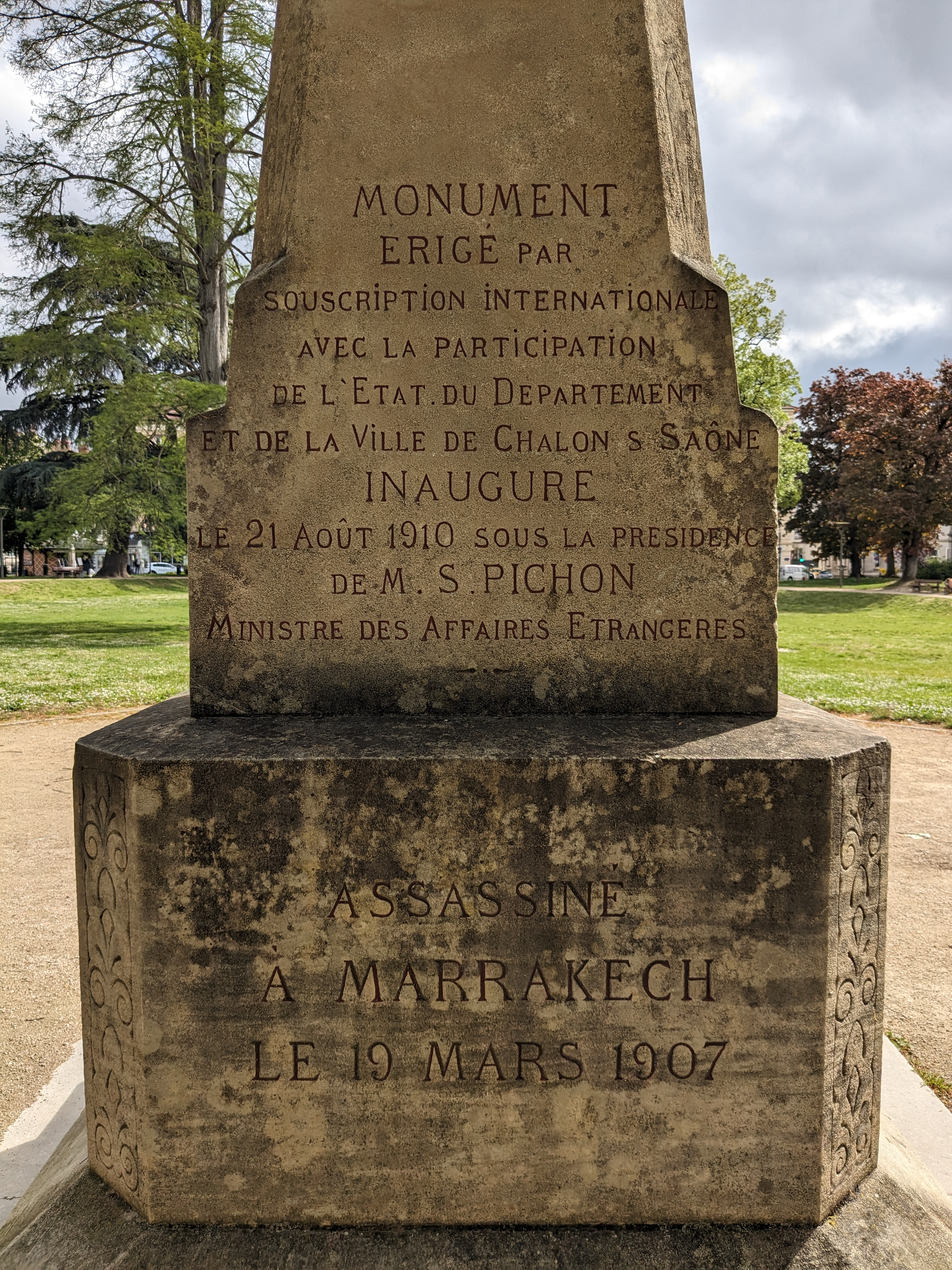
Monumento al Doctor Émile Mauchamp, de Pierre Curillon

Pierre Curillon (1866 - 1954) fue un escultor francés de la primera mitad del siglo XX. Su hermano François Curillon fue también escultor.

## Datos biográficos
Pierre Curillon nació el 16 de marzo de  1866 en Tournus, en la calle de la Boîterie (Barrio de la Madeleine), en una familia tournusiense de maestros contratistas y aparejadores (talladores de piedra). Sus padres fueron Pierre Curillon y Jeanne Vallière (nacida en La Chapelle-de-Bragny). 
Muy joven, aprendió a tallar la piedra en las canteras locales. A la edad de doce años trabajó con los canteros de Monsieur Jaugeon (piedra de Chardonnay )y posteriormente en las canteras Monsieur Perret (canteras de Lacrost ). Dio sus primeros golpes de cincel para cortar las piedras de las escuelas municipales de Tournus (Contratista:  Monsieur Tête).
Jean Martin, entonces comisario del museo de Tournus, le da sus primeras lecciones de dibujo y le alentó a seguir en este camino. Fue  "estudiante de los cursos de dibujo de las escuelas de Tournus ", según el boletín de la Sociedad de Amigos de las Artes y las Ciencias de Tournus del año 1913.
Continuó sus estudios en la Ecole des Beaux-Arts de Lyon. De 1886 a 1890, estudió bajo la dirección de Dufresne (Dufrain en el Bénézit, 1976) con la ayuda del Consejo General y de la Sociedad de los Amigos del Arte de Tournus.  Allí hizo dos esculturas actualmente expuestas en el museo Greuze de Tournus: "San Sebastián - Saint Sébastien" y "Virgilio - Virgile".
En 1890 se trasladó a París y expuso por primera vez en el Salón de los artistas franceses en 1892, salones en los que participó hasta 1942 (fue retirado de los archivos del salón en 1951). En 1896, vive en Vanves, en el número 31 de la Rue Larmeroux. Al año siguiente, todavía vivía en Vanves, pero en el número 48 de la rue de la Santé. Todavía vive allí, en 1901, en 1904, en 1905.  Vive en París, en el número 82, de la rue de la Tombe-Issoire en 1908 y 1911.
Poco a poco se convirtió en un renombrado escultor estatuario y su obra es coronada por una medalla de oro en el Salón de artistas franceses en 1908,  por su grupo de mármol "la piedad filial - La Piété filiale", una obra adquirida por el Estado para ser instalada en el Petit Palais ( yeso, fechado en  1902, conservado en el museo Greuze de Tournus). En esta ocasión se le ofrece una fiesta el domingo, 9 de agosto de 1908 en el salón de escultura , organizada por la Sociedad de los Amigos de las Artes y las Ciencias de Tournus, para celebrar su medalla de oro, en presencia del Primer Teniente de alcalde Mathey (el Sr. Thibaudet,  Alcalde de Tournus , estuvo ausente en la ceremonia porque se encontraba en la fiesta del comité radical Saint-Gengoux-le-National) , el discurso fue pronunciado por el Sr. Chanay (informe de "Le Journal de Tournus" del 15 de agosto posterior).
En 1894, se casó con Adèle Madesclaire (de Vanves), con quien tuvo un hijo, Jean .
Pierre Curillon falleció el 2 de marzo de 1954 en La Jumellière , comuna de Maine-et-Loire.

## Obras
Sus múltiples actividades que van desde la decoración de monumentos civiles y religiosos (tres iglesias evangélicas: la del Bon Secours en París y las de Fontainebleau y Argenteuil ) a la restauración de obras más antiguas. También participó en  la construcción de numerosos monumentos a los muertos entre 1919 y 1925, incluidos los de Paray-le-Monial, Lugny (el soldado de infantería o poilu en francés) fue esculpido por Pierre Curillon. Imagen), Givry , Cuisery , Saint-Désert y Palinges en Saone-et-Loire; también hizo el monumento del Centenario de 1814 en Tournus  (Imagen), erigido en el jardín de la abadía.
Sus obras principales son: Patria - Patrie (1892), La lectora- La Liseuse (1894), Víctimas del deber - Victime du Devoir  (1896), El leñador - Le Bûcheron (1899), el desaliento - Le Découragement(1900), la estatua de Cambacérès (1904), la piedad filial - Piété filiale (1908), el monumento memorial de la muerte del Doctor Émile Mauchamp en Chalon-sur-Saone (1910), Le Frisson de la Vague (1912), el monumento del centenario de 1814 en Tournus (1914), Eclipse -  Hésitation (1914) y El buen pastor - Le Bon Berger(1914) .